# Distretto di Niksar
Il distretto di Niksar (in turco Niksar ilçesi) è uno dei distretti della provincia di Tokat, in Turchia.